# Georges Foveau
Georges Foveau, né le 24 décembre 1964 à Marseille, est un écrivain français, actif dans le domaine du fantastique, de la science-fiction, de la littérature pour la jeunesse, du polar, du roman noir, du roman, de la nouvelle.

## Œuvres

### SérieChroniques de l'Empire
1. La Marche du nord, éditions Terre de Brume, 2000[3], Folio SF, no 256 2006[4].
2. Un port au sud, éditions Terre de Brume, 2002[5], Folio SF, no 256, 2006[4].
3. Les Falaises de l'ouest, éditions Terre de Brume, 2003[6], Folio SF, no 257, 2006 [7]  — Prix Europe 2003[8].
4. Les Mines de l'est, éditions Terre de Brume, 2004[9], Folio SF, no 257, 2006[7].
5. L’Enfant sorcier de Ssinahan, Folio SF, no 373, 2010[10].

### SérieUne enquête d'Albert Leminot
- Mystère chinois au Panier, éditions Rouge safran, 2000[11] — Lutin d'or, 2003[8].
- Le Mystère de la cabre d'or, éditions Rouge safran, 2001[12].
- Myster Circus à Avignon, éditions Rouge safran, 2001[13].
- Un Indien en Camargue, éditions Rouge safran, collection « Poivre », no  4, 2002[14].
- La Nuit des quais, éditions Rouge safran, collection « Poivre », no  5, 2002[12].
- Fureurs noires, éditions Rouge safran, collection « Poivre noir », no 1, 2004[15].
- Drôle de cirque au festival, éditions Rouge safran, collection « Poivre », 2012[16]
- Magies noires, éditions Rouge safran, collection « Poivre », 2016[17].

### Romans indépendants
- Aux rails magiques, La Vie du rail, collection « Rail Noir », no 15, 2006[8]
- Le Cratère d'Artémis, L'Écailler, collection « Poches », no 19, 2002[18].
- Les Jardins de Perséphone, L'Écailler, collection « Poches », no 35, 2004[19].

### Autres
- Chasseur en images, visions d'un monde, Harmattan, 1996
- Les Fromages fermiers en Provence et dans les Alpes du sud suivis de recettes originales de nos grands chefs, Éditions Alain Barthélemy, 1998